# LIV Krajowy Festiwal Piosenki Polskiej w Opolu
LIV Krajowy Festiwal Piosenki Polskiej w Opolu odbył się w dniach 15–17 września 2017 roku w Amfiteatrze Tysiąclecia w Opolu.

## Koncert „Wariatka tańczy – 50 lat na scenie”
- Jubileusz z okazji 50-lecia pracy artystycznej Maryli Rodowicz.
- Koncert odbył się 15 września 2017.
- Prowadzący: Maria Szabłowska i Marcin Kusy oraz dziennikarze Programu I Polskiego Radia.
- Maryla Rodowicz odebrała nagrodę od „Super Expressu” za przebój wszech czasów („Niech żyje bal”) oraz nagrodę od Telewizji Polskiej

| „Wariatka tańczy” | „Wariatka tańczy”                                   | „Wariatka tańczy”                                                                                              |
| Lp.               | Wykonawca                                           | Piosenka |
| ----------------- | --------------------------------------------------- | --- |
| 1.                | Maryla Rodowicz                                     | „Ballada wagonowa (Od Cheetaway do Syracuse)” „Remedium (Wsiąść do pociągu)” „Wielka woda” „Kolorowe jarmarki” |
| 2.                | Kozak System i Marcin Wyrostek                      | „Mówiły mu” |
| 3.                | Pectus                                              | „Małgośka” |
| 4.                | Maryla Rodowicz i Kasia Popowska                    | „Jadą wozy kolorowe”                                                                                           |
| 5.                | Maryla Rodowicz i Andrzej Lampert                   | „Ludzkie gadanie”                                                                                              |
| 6.                | Feel i Cleo                                         | „Co się stało z mamą?”                                                                                         |
| 7.                | Maryla Rodowicz, Doda i Cleo                        | „Damą być” |
| 8.                | Blue Café                                           | „Bossanova do poduszki”                                                                                        |
| 9.                | Maryla Rodowicz                                     | „Polska Madonna”                                                                                               |
| 10.               | Maryla Rodowicz i Marcin Wyrostek                   | „Wariatka tańczy”                                                                                              |
| 11.               | Maryla Rodowicz i Jan Kliment (taniec)              | „Rumba o gitarze”                                                                                              |
| 12.               | Damian Ukeje i Mateusz Ziółko                       | „Gdy piosenka szła do wojska” „Diabeł i raj”                                                                   |
| 13.               | Maryla Rodowicz i Piotr Cugowski                    | „Łatwopalni”                                                                                                   |
| 14.               | Maryla Rodowicz, Feel i Pectus                      | „Sing sing” |
| 15.               | Kasia Popowska, Dominika Gawęda i Paweł Rurak-Sokal | „Szparka sekretarka”                                                                                           |
| 16.               | Doda                                                | „Niech żyje bal”                                                                                               |
| 17.               | Maryla Rodowicz                                     | „Hej sokoły” „Ale to już było”                                                                                 |

## Koncert „Debiuty 2017”
- Koncert odbył się 15 września 2017.
- Prowadzący: Rafał Szatan i Sylwia Dekiert
  - Na rozpoczęcie prowadzący Rafał Szatan wraz ze wszystkimi uczestnikami konkursu zaśpiewali „Wszystko się może zdarzyć” z repertuaru Anity Lipnickiej.
  - Gościem muzycznym widowiska była też Kasia Cerekwicka, laureatka Debiutów z 1997, która najpierw wykonała przebój z repertuaru Ewy Bem „Wyszłam za mąż zaraz wracam” (tym właśnie utworem wygrała 20 lat wcześniej), a w przerwie przed ogłoszeniem wyników zaśpiewała swoje przeboje – „Na kolana”, „Ballada o miłości” i „S.O.S.”.
- Nagroda Publiczności (sms): Ogień „Mary Jane”.
- Nagroda im. Anny Jantar „Karolinka” (jury): Moa „Ile udźwignie niebo”.
- Nagroda Radio Opole: Ogień „Mary Jane”.
- Skład jury: Alicja Węgorzewska, Agnieszka Szydłowska, Rafał Poliwoda, Maciej Miecznikowski, Rafał Bryndal.

| „Debiuty” | „Debiuty”                                                | „Debiuty”             |
| Lp.       | Wykonawca                                                | Piosenka              |
| --------- | -------------------------------------------------------- | --------------------- |
| 1.        | BBR&G                                                    | „Szmaragdowa mgła”    |
| 2.        | Arkadiusz Kłusowski                                      | „To już za nami”      |
| 3.        | Octavia Kay                                              | „Gdy zamykam oczy”    |
| 4.        | Sen                                                      | „Wiem”                |
| 5.        | Agnieszka Twardowska                                     | „Północ”              |
| 6.        | Szymon Pejski                                            | „Walizki”             |
| 7.        | Moa                                                      | „Ile udźwignie niebo” |
| 8.        | Karolina Leszko                                          | „Oboje wiemy”         |
| 9.        | Leon                                                     | „Tylko powiedz”       |
| 10.       | Ogień                                                    | „Mary Jane”           |
| 11.       | Dominika Ptak                                            | „Jak wiatr”           |
| 12.       | Ravel                                                    | „Wstawaj”             |
| 13.       | Aneta Nayan (dzika karta z rekomendacji Polskiego Radia) | „Nowy dom”            |

## Koncert „Od Opola do Opola”
- Koncert odbył się 17 września 2017.
- Reżyser koncertu: Konrad Smuga.
- Prowadzący: Tomasz Kammel.

### Lista wykonawców
| „Od Opola do Opola” | „Od Opola do Opola”                                                  | „Od Opola do Opola” |
| Lp.                 | Wykonawca                                                            | Piosenka |
| ------------------- | -------------------------------------------------------------------- | --- |
| 1.                  | Bracia                                                               | „Wierzę w lepszy świat” „Po drugiej stronie chmur” |
| 2.                  | Anna Wyszkoni (Nagroda TVP1 za 20-lecie pracy artystycznej)          | „Nie chcę Cię obchodzić” „Czy ten Pan i Pan” „Oszukać los” |
| 3.                  | Rafał Brzozowski (Nagroda specjalna TVP1)                            | „Nie domykajmy drzwi” (z repertuaru Skaldów) |
| 4.                  | Rafał Brzozowski & Natalia Szroeder                                  | „Kochać” (z repertuaru Piotra Szczepanika) |
| 5.                  | Natalia Szroeder                                                     | „Zamienię Cię” |
| 6.                  | Edyta Górniak (Nagroda Artysta bez granic)                           | „Kasztany” (z repertuaru Nataszy Zylskiej) „To nie ja” „Dziwny jest ten świat” (z repertuaru Czesława Niemena) |
| 7.                  | Mateusz Ziółko                                                       | „W płomieniach” |
| 8.                  | Antek Smykiewicz                                                     | „Pomimo burz” |
| 9.                  | Monika Lewczuk                                                       | „Ty i ja” |
| 10.                 | Margaret & Włodek Pawlik                                             | „Cool me down” „What you do” „Byle jak” |
| 11.                 | Margaret (Nagroda specjalna TVP1)                                    | Medley Polskich Przebojów: „W dobrą stronę” (z repertuaru Dawida Podsiadło) „W stronę słońca” (z repertuaru Eweliny Lisowskiej) „Naucz mnie” (z repertuaru Sarsy) „Bądź duży” (z repertuaru Natalii Nykiel) „Wstaję” (z repertuaru Grzegorza Hyżego) „Nic do stracenia” (z repertuaru Mrozu) „Boso” (z repertuaru zespołu Zakopower) „Błąd” (z repertuaru duetu Łony & Webbera) „My Słowianie” (z repertuaru Cleo) „W głowie” (z repertuaru Ani Dąbrowskiej) „Chodź ucieknijmy” (z repertuaru Kamila Bednarka) „Ulubiona rzecz” (z repertuaru Ewy Farnej) „Na zawsze” (z repertuaru Julii Wieniawy) |
| 12.                 | Rezerwat (Nagroda TVP1 za 35-lecie pracy artystycznej)               | „Zaopiekuj się mną” |
| 13.                 | No To Co (Nagroda TVP1 za 50-lecie pracy artystycznej)               | „Te opolskie dziouchy” |
| 14.                 | Jary Oddział Zamknięty (Nagroda TVP1 za 40-lecie pracy artystycznej) | „Ten wasz świat” |
| 15.                 | Aleksandra Bogucka (laureatka Festiwalu Zaczarowanej Piosenki)       | „Walc Embarras” (z repertuaru Ireny Santor) |
| 16.                 | Rafał Brzozowski                                                     | „Lubię wracać tam, gdzie byłem” (z repertuaru Zbigniewa Wodeckiego) |

## Koncert „Premiery 2017”
Źródło:.
- Koncert odbył się 16 września 2017.
- Prowadzący: Rafał Brzozowski i Agata Konarska.
- Nie było jury w tym roku i nagrody przez nich przyznawanej
- Występy pozakonkursowe:
  - Feel obchodził jubileusz 10-lecia pracy artystycznej za co otrzymał Nagrodę specjalną TVP1 i wykonali swoje przeboje „No pokaż na co cię stać”, „A gdy jest już ciemno”, „Swoje szczęście znam” oraz „Zostań ze mną”.
  - Kombi & Sławomir Łosowski w trakcie głosowania przypomnieli swoje dawne przeboje „Kochać cię za późno” oraz „Słodkiego miłego życia”.
  - Stan Borys obchodził jubileusz 60-lecia pracy artystycznej, zaśpiewał „Jaskółka uwięziona” oraz „Szukam przyjaciela”.
- Nagroda za muzykę i tekst (ZAiKS): Ania Dąbrowska, Jakub Galiński „Bez Ciebie” Kasia Cerekwicka.
- Nagroda za słowa do piosenki (ZAiKS): Ania Dąbrowska, Roman Szczepanek, Kasia Cerekwicka „Bez Ciebie”.
- Nagroda publiczności im. Karola Musioła: Kasia Cerekwicka „Bez Ciebie”.

### Lista wykonawców
| „Premiery” | „Premiery”                        | „Premiery”      |
| Lp.        | Wykonawca                         | Piosenka        |
| ---------- | --------------------------------- | --------------- |
| 1.         | Zakopower                         | „Było minęło”   |
| 2.         | Monika Lewczuk i Antek Smykiewicz | „Biegnę”        |
| 3.         | Pectus                            | „Iluzja”        |
| 4.         | Szymon Wydra & Carpe Diem         | „Płyń”          |
| 5.         | Formacja Nieżywych Schabuff       | „Poranki”       |
| 6.         | Lanberry                          | „Ostatni most”  |
| 7.         | Krzysztof Kiljański               | „W drodze”      |
| 8.         | Izabela Trojanowska               | „Skos”          |
| 9.         | Patrycja Zarychta                 | „Uwolnij mnie”  |
| 10.        | Kasia Cerekwicka                  | „Bez Ciebie”    |
| 11.        | Omen                              | „Wiem tylko ty” |
| 12.        | NaVi                              | „Teraz wiem”    |

## Koncert muzyki tanecznej „After Party”
Źródło:
- Koncert odbył się 17 września 2017.
- Prowadzący: Edyta Herbuś, Rafał Patyra, Norbi.

### Lista wykonawców
| „After Party” | „After Party”               | „After Party” |
| Lp.           | Wykonawca                   | Piosenka |
| ------------- | --------------------------- | --- |
| 1.            | The Chance                  | Medley Opolskich przebojów: „Podaruj mi trochę słońca” (z repertuaru Ewy Bem) „Beatlemania story” (z repertuaru Ireny Jarockiej) „Nic nie może wiecznie trwać” (z repertuaru Anny Jantar)                  |
| 2.            | Natalia Szroeder & Gromee   | „Ale wkoło jest wesoło” (z repertuaru zespołu Perfect) |
| 3.            | Formacja Nieżywych Schabuff | „Ławka” „Lato” |
| 4.            | Norbi                       | „Kobiety są gorące” |
| 5.            | Papa D                      | „Nasz Disneyland”, „Ola-la” |
| 6.            | Bolter                      | „Daj mi tę noc” |
| 7.            | Pectus                      | „Barcelona”, „Nie zadzieraj nosa” (z repertuaru zespołu Czerwone Gitary) |
| 8.            | Izabela Trojanowska         | „Tyle samo prawd ile kłamstw”, „Wszystko czego dziś chcę” |
| 9.            | Andrzej Dąbrowski           | „Do zakochania jeden krok”, „Bywaj nam Mary Ann” |
| 10.           | Ryszard Rynkowski           | „Jedzie pociąg z daleka”, „Dziewczyny lubią brąz” |
| 11.           | Kapitan Nemo (wokalista)    | „Twoja Lorelei” |
| 12.           | Tercet Egzotyczny           | „Pamelo żegnaj” |
| 13.           | The Chance                  | Medley Opolskich przebojów: „Gdzie się podziały tamte prywatki” (z repertuaru Wojciecha Gąssowskiego), „O mnie się nie martw” (z repertuaru Kasi Sobczyk), „Chłopiec z gitarą” (z repertuaru Karin Stanek) |
| 14.           | Ewelina Lisowska            | „W stronę słońca”, „Prosta sprawa” |
| 15.           | Cleo                        | „N-O-C”, „Zabiorę nas (Basto remix)” |
| 16.           | Robert Chojnacki            | „Budzikom śmierć”, „Prawie do nieba” |
| 17.           | The Chance                  | „Żegnaj lato na rok” (z repertuaru Zdzisławy Sośnickiej |

## Kontrowersje

### Bojkot i odwołanie festiwalu w terminie czerwcowym
W pierwotnie planowanym terminie miał odbyć się w dniach 9–11 czerwca 2017 w Amfiteatrze Tysiąclecia w Opolu. W maju 2017 media doniosły, że – według nieoficjalnych informacji – prezes Telewizji Polskiej, Jacek Kurski, chce zablokować występ Kayah w jubileuszowym koncercie Maryli Rodowicz, z uwagi na zaangażowanie polityczne artystki przeciwko rządowi (uczestnictwo w czarnym proteście i działaniach Komitetu Obrony Demokracji). Media następnie podawały, że TVP przygotowała „czarną listę” artystów, którzy nie mogą wystąpić na festiwalu. W sprawie interweniowała Rodowicz i prezydent Opola, Arkadiusz Wiśniewski, po czym ingerowanie przez TVP w dobór artystów zostało zdementowane 16 maja we wspólnym oświadczeniu prezesa Jacka Kurskiego i Rodowicz. Mimo to Kayah zrezygnowała z udziału w imprezie jako „znak jedności z tymi, którzy na cenzurowanym byli i nadal pozostali, bo wobec nich nie wywołała się taka burza”, a po niej analogiczną decyzję podjęła Katarzyna Nosowska.
Z festiwalu został usunięty, zakwalifikowany wcześniej, Arkadiusz Jakubik z zespołem Dr Misio, z powołaniem na „nieemisyjny charakter” teledysku do konkursowej piosenki „Pismo” przedstawiającej zespół w sutannach i krytykującej Kościół katolicki, oskarżając go o materializm. 20 maja z występu zrezygnowała sama Maryla Rodowicz z uwagi na atmosferę politycznego skandalu oraz dramat rodzinny (śmierć matki).  W geście solidarności z Kayah oraz Dr Misio wielu polskich wykonawców zrezygnowało z udziału w imprezie, w tym Michał Szpak, Grzegorz Hyży, Andrzej Piaseczny, Natalia Szroeder, Urszula, Kombii, Kasia Cerekwicka, Lanberry, Kasia Popowska, a także Tatiana Okupnik i Artur Orzech, którzy mieli prowadzić koncerty festiwalowe, oraz reżyser trzech koncertów Konrad Smuga.
Impreza została oficjalnie odwołana 22 maja przez prezydenta Opola Arkadiusza Wiśniewskiego, który zerwał umowę z organizatorem Telewizją Polską. Ogłoszono, że festiwal nie odbędzie się z powodu zerwania umowy między władzami miasta Opola (właściciela marki festiwalu) a TVP (organizatorem imprezy). 23 maja Wiśniewski ogłosił, że festiwal odbędzie się jesienią, co stało w sprzeczności ze stanowiskiem Telewizji Polskiej. Ta poinformowała o możliwości przeniesienia festiwalu do innego miasta – prezes Jacek Kurski stwierdził, że gotowość do zorganizowania imprezy zadeklarowały Kielce, Koszalin oraz Stalowa Wola. Zainteresowanie wyraziła także Jasionka. 26 maja ogłoszono, że festiwal organizowany przez TVP odbędzie się w Kielcach, jednak tego samego dnia Maciej Stanecki, członek zarządu stacji, poinformował, że festiwal został odwołany. 31 maja prezes TVP Jacek Kurski poinformował o pomyśle organizowania od 2018 corocznego koncertu w Kielcach.
W czerwcu radni Opola przyjęli uchwałę, w której wystosowali apel do prezydenta miasta, aby podjął rozmowy z Telewizją Polską, przypominając o ponad 50-letniej historii festiwalu. Głównymi elementami festiwalu były: jubileuszowy koncert Maryli Rodowicz i jej gości na 50-lecie pracy artystycznej oraz recital Jana Pietrzaka. Pierwotnie koncert miał zagrać również Andrzej Piaseczny, jednak po przeniesieniu festiwalu na wrzesień wycofał się z uczestnictwa.